# パッチャラキッティヤパー
パッチャラキッティヤパーことラーチャサリニーシリパット女公パッチャラキッティヤパー王女（タイ語: สมเด็จพระเจ้าลูกเธอ เจ้าฟ้าพัชรกิติยาภา นเรนทิราเทพยวดี กรมหลวงราชสาริณีสิริพัชร มหาวัชรราชธิดา、1978年12月7日 - ）は、タイの王族、外交官であり、2016年に国王に即位したラーマ10世の長女である。
日本語ではパチャラキティヤパーとも表記される。

## 略歴
バンコクのタンマサート大学で法学学士、コーネル大学で法学修士と法学博士号を取得した。長らく矯正施設での女性受刑者の処遇改善や社会復帰支援のために活動しており、2009年にその功績により国連薬物犯罪事務所の表彰賞を受賞した。また、国連犯罪防止刑事司法委員会のタイ王国代表、タイの国連女性開発基金親善大使、オーストリア駐在タイ王国大使を務めたことがある。

## 健康
2022年12月14日、パッチャラキッティヤパー王女はナコーンラーチャシーマー県のパークチョン郡で飼い犬の訓練を行った際に心臓疾患により意識を失い、病院に搬送された。タイ王室発表によれば心臓疾患の原因はマイコプラズマへの感染と推測されている。昏睡状態が続いており、2023年12月現在も意識が回復する見込みはないとされる。